# Fulmarus glacialoides
Il fulmaro australe o fulmaro antartico (Fulmarus glacialoides (A. Smith, 1840)) è un uccello d'alto mare della famiglia Procellariidae, diffuso nell'emisfero meridionale.

## Etimologia
Il nome del genere deriva dal norreno Fúlmár che significa "gavina marcia" o "gabbiano marcio" a causa dell'abitudine di rigurgitare una sostanza oleosa  dall'odore disgustoso. Il termine glacialoides deriva dall'unione di glacialis introdotto da Linneo nel 1761 per la classificazione del fulmaro con la desinenza greca -oidēs, "simile a".

## Descrizione
Si tratta di un petrello piuttosto grande, lungo dai 45 ai 50 cm e con un'apertura alare di 110–120 cm.
Il maschio ha un peso medio di 795 g, mentre la femmina, più piccola, pesa circa 740 g. Entrambi aumentano a 1.005 e 932 g all'inizio del periodo di incubazione delle uova. Il maschio ha una lunghezza alare di 34 cm, un becco di 44,6 mm, un tarso di 52,1 mm e una coda di 12,4 cm. La femmina ha una lunghezza delle ali di 33,9 cm, il becco di 43 mm, il tarso di 51,5 mm e la coda di 12,1 cm.
Il fulmaro australe vola alternando battiti di ali poco profondi e lunghe planate, guardando spesso verso il basso per scrutare l'acqua. Le ali sono piuttosto larghe e arrotondate e sono tenute rigide. Il piumaggio è prevalentemente grigio-argenteo chiaro sopra e bianco sotto. La testa è bianca con una corona grigio chiaro. Le punte delle ali sono nerastre con un'ampia macchia bianca e le ali hanno il bordo posteriore scuro. Le zampe e i piedi sono blu chiaro. Il becco è rosa con punta nera e narici blu scuro. Al primo anno di vita gli esemplari hanno un becco più sottile rispetto a quello degli adulti.

## Distribuzione e habitat

Mappa di distribuzione

Colonie di fulmari australi si trovano nelle isole intorno all'Antartide, come Isole Sandwich Australi, le Isole Orcadi Meridionali, le Isole Shetland Meridionali, l'Isola Bouvet e l'isola Pietro I. La specie nidifica anche in diversi luoghi sulla costa dell'Antartide.
In mare si trovano lungo le aree esterne del pack con temperature dell'acqua comprese tra i −1.5 e i 0.5 °C. In inverno spaziano verso nord fino alla latitudine di 40°S. Si trovano anche più a nord nelle fredde acque della corrente di Humboldt fino a raggiungere il Perù. Avvistamenti di pochi esemplari si hanno anche al largo delle coste del Sudafrica, dell'Australia meridionale e della Nuova Zelanda.

## Tassonomia
Fulmarus glacialoides è stato descritto e illustrato nel 1840 dallo zoologo scozzese Andrew Smith nella sua opera Illustrations of the Zoology of South Africa. Smith collocò la specie con tutti gli altri petrelli nel genere Procellaria e le diede il nome Procellaria glacialoides.
Il genere Fulmarus, nel quale sono classificati ora sia il fulmaro australe sia il Fulmarus glacialis, fu introdotto nel 1826 dal naturalista britannico James Stephens.

## Conservazione
La Lista rossa IUCN classifica Fulmarus glacialoides come specie a rischio minimo (Least Concern).
La popolazione stimata è pari ad almeno 4 milioni di esemplari ed è stabile, circa un milione di coppie nidificano sulle Isole Sandwich Australi. Secondo BirdLife International la specie non è considerata a rischio di estinzione.